# مرتضی تلمادره‌ای
مرتضی تلمادره‌ای (زادهٔ ساری) بازیکن تیم ملی کبدی مردان ایران است.

## بن‌مایه
1. ↑  «تیم ملی کبدی ایران عازم پاکستان شد». ورزش ۳.